# Henric Nordenskjöld
Carl Johan Knut Henric Nordenskjöld, född 18 april 1876 i Tutaryd, Kronobergs län, död 2 april 1956, var en svensk jurist.

## Biografi
Nordenskjöld avlade studentexamen vid Norra Latin 1894 och juris kandidatexamen vid Uppsala universitet år 1900. Han blev fiskal i Svea hovrätt 1911, var tillförordnad revisionssekreterare 1910–1913 och utnämndes till hovrättsråd 1913. Nordenskjöld verkade som internationell skiljedomare, var medlem av de blandade domstolarna i Egypten 1917–1925 och var därunder president för domstolen i Mansura i två år. Han var president för turkisk-grekiska och turkisk-rumänska skiljedomstolarna i Konstantinopel 1925–1928 och överskiljedomare mellan Turkiet och Grekland rörande folkutbytet. Från 1929 var Nordenskjöld verksam som särskild skiljedomare i arbetstvister. Han var divisionsordförande i Svea hovrätt 1933–1943, ordförande i Krigshovrätten 1937–1943 samt tillförordnad president i Kammarrätten 1943–1945.
Nordenskjöld var ledamot i Utlänningsnämnden 1938–1950, tillförordnad justitiekansler under en period, ordförande i krigskonjunktursskatterådet 1943–1945, i kommissionen för ersättning åt tobaksimportörer med flera 1943 och i dissenterlagskommittén 1943–1949.
Henric Nordenskjöld utsågs 1945 till ordförande för Alliance française i Stockholm samt var från och med 1936 ledamot av Franska reformerta församlingens konsistorium. Han tillhörde den adliga ätten Nordenskjöld och blev vid sin farbrors död 1887 friherre och huvudman för den friherrliga ätten Nordenskjöld (nr 357 på Riddarhuset). Han var ledamot av riddarhusdirektionen 1938–1944.
Henric Nordenskjöld är begravd på Norra begravningsplatsen utanför Stockholm.